# Пољско-угарска унија
Пољско-угарска унија је била персонална унија између ове две земље. Унија је склапана два пута 1370. године, када је умро пољски краљ Казимир III, а наследио га његов сестрић, угарски краљ, Лајош I Анжујски; и 1440. године, када је за угарског краља изабран пољски краљ Владислав III Јагелонац.

## Прва унија

### Почетак прве уније
Дана 5. новембра 1370. године, умро је пољски краљ Казимир III Велики и тако се завршио процват Пољске и ово је означило крај династије Пјастова, која је држала пољски престо откако је настала пољска држава, а 7. новембра Владислав Ополски проглашава угарског краља Лајоша I Анжујског, који убрзо долази ту и преузима власт, када га за краља прихватају кнежевине Добжињски, Бидгошч, Вјелатов и Валч. У вези с питањем о престолонаслеђу панови су почели да изнуђују од краљевске власти низ привилегија.
Недељу дана после Светог Марина, који је био 10. новембра, Лајоша за пољског краља крунишу надбускуп Јарослав, краковски бискуп Флоријан и Петар Лубуски у Краковској катедрали у пристојној свечаности, али је том крунисању учествовало мало племства. Само Владислав Ополски и Казимир Добжињски поводом крунисања добијају од краља на поклон неке градове и утврђене дворце: Велон, Болеславјец, Брзезно, Кшепице, Олштин, Боболнице, Бидгошч, Вјелатов и Валч. Овим даривањем Лајош је отворио пут јачању племства у Пољској.
Ово користи гроф Бранденбурга и осваја Санток.

### Литвански напад и бег краља
Кјејстут, војвода од Литваније, је када је сазнао да је Казимир умро, заједно са Лубартом, војводом од Луцка, опсео стари дрвени дворац Володимир. Пјертач Турски, заповедник дворца, се уплашио, иако је имао пристојну посаду и храну, из страха предао дворац, који су Литванци разорили.
Пошто је Лајош морао да се врати у Угарску он је 8. децембра за свог намесника у Пољској прогласио своју мајку Елизабету Пјаст. Вероватно се у Угарску вратио због тога што се уплашио због пада Сантока и Володимира, покупивши са собом владарске ознаке Пољске: Краковску краљевску круну, јабуку, мач, и друге. За време његовог одсуства племићи су се много забринули за своју земљу.

### Одметање у Мазовији
Војвода Зјемовит III Мазовски се за то време одметнуо од Лајоша и освојио Плоцк, Раву, Вичогрод, Гостинин и Сохачев. Краљ је нато позвао племство да уништи Зјемовита и оно је одговорило да ће га послушати, али није то урадило и чак је и сарађивало са Зјемовитом. Зјемовитово ратовање је наставио његов син Јануч 1373. године.

### Рат против Трновске Бугарске
Током ове уније Лајош шаље видинског господара Страцимира против свог оца Јована Александра и он 1371. године осваја Софију и почиње борбу са Александровим наследником Јованом Шишманом.

### 1372.
Дана 4. марта 1372. године Владислав Ополски је одржао конгрес са бохемијским краљем Карлом VI Луксембургом. Тим конгресом је склопљен мир са Бохемијом и потврђена Бохемијска владавина над Шлезијом. Потом је 18. јула сва власт у Пољској је предата Елизабети. У септембру је Владислав Ополски изгубио Палатинат, али му је у замену за то додељен Галич

### Прва офанзива Владислава Белог
У септембру 1373. године последњи Пјаст Владислав Бели је кренуо у рат против Лајоша. Њему се без борбе први предао Иновроцлав, па Гнеково, село Ромлика и сам тврди дворац Злоторија, који му се предао само да би добио неке привилегије. Све ово је Владислав освојио за дан. Сутра ујутру, у суботу, скупила се Гнековска војска и пошла преко Дрвеца под дворац Шарлеј. Становици дворца, који су били спремни увек да се боре, су се сутра, у недељу, предали.
Када је са све ово сазнао Сецивој од Шубине, гувернер Великопољске, био је забринут због срамног губитка толиких градова и након консултације са племством, скупио велику војску и опсео Иновроцлав, пошто се надао да ће повећати своје поседе ако добије натклоност краља. Иновроцлав је убрзо својен. Владислав је потом побегао у дворац Дрезденко, где је био под заштитом пана Улриха фон Остена, али су скоро неосвојиви замкови Шарлеј и Злоторија су се одржали због великог броја своје војске и добре снабдевености храном.

### Кошичка привилегија
Он је поделио такозвану Кошичку привилегију 17. септембра 1374. године, ослободивши панове и шљахту свих државних обавеза, сем војне обавезе у самој земљи и мале новчане дажбине, да би његова кћерка била призната и за престолонаследника Пољске. Он је претворио бенефиције пољског племства у наследне поседе. Сем тога, краљ се том привилегијом обавезао да ће на положаје по областима постављати само представнике домаће аристократије.
Кошичка привилегија представља прву привилегију која је дата шљском племству — пановима и шљахти — као сталежу. До тог времена се сретамо с привилегијама типа имунитета, које су даване појединим лицима. Доба владавине угарског краља обележено је крајњом својевољом шљахте, пљачкама, разбојништвима и другим манифестацијама феудалне анархије, е којом се борио, додуше, не увек успешно, Казимир III.
Кошичка привилегија свела је плаћање дажбина од стране шљахте и панова на просту формалност, и самим тим је знатно смањила сталне краљеве приходе и државне финансије учинила зависнима од панова и шљахте. За одобравање нових дажбина шљахта је почела да се сакупља на локалне скупштине — сејмике, који су убрзо постали месни органи власти шљахте.

### 1375.
Дана 13. фебруара папа Гргур XI је захваљујући Лајошу и Владиславу Ополском ставио бискупију Пшемисл, Володимир и Хелм под покровитељство надбискупије Галиције. Потом је 3. марта Владислав покушао да укине надбискупију Лавов, али није успео. После тога је избила побуна калфа пекара у Кракову, али је угушена 25. априла, неколико дана после дизања побуне.

### Даље борбе са Владиславом Белим
Владислав Бели је 16. августа 1375. године поново завладао дворцем Злоторијом и Дрвецом, коју је пре тога изгубио. Ту је почео да скупља војску сачињену од Саксонаца. Још истог дана је опсео важни дворац Рацијаз, али га је храбро становништво поразило када је добило појачање. После овога је Владислав дошао под Гнеково. Иако га је Гервард из Сломова храбро бранио, због издаје Владиславова војска је у септембру ушла у град и спалила га, а самог Герварда заробила са 25 бранилаца. После освајања овог града, Улрих фон Остен се, са својим Саксонцима, повукао у Дрезденко.
Сутрадан је Владислав скупио војску коју су сачињавали становници Гнекова и Иновроцлава и сељаци. Ова војска требало је да брани његове територије, али се против Владислава побунио племић Јаско Кмита, са Баточом, везенборшким витезом и гувернером Бреста. До битке је дошло под Гнековом. Ту је Владислав био потпуно разбијен и уз помоћ коња и са нешто људи се спасао у Нешаву, где је добио четири брода, па је прешао преко Висле. Током овога је убијено и заробљено много његових присталица. Јаскова флота га је гонила до Торуња.
Упркос томе, Владислав није напустио нападе на Кујавију. У једном пљачкашком походу је спалио предграђа Иновроцлава и његове капије, као и многа села у Кујавији и са великим пленом је неуспешно поново покушао освојити Злоторију.
Злоторија је опседана до зелене недеље и за време опсаде читава област је била паљена, пустошена и људи су одвођени у ропство. Такве ствари су се догађале и у Великопољској и Кујавији. Злоторија је на крају пала.

### Пропаст Владилсава Белог
Дана 1. јуна 1376. године, велика краљевска војска под вођством Сецевоја, Бароча из Везенборга и Барточа из Соколова, гувернера Кујавије и гувернера Великопољске је опсела Злоторију. Краљевској војсци се на крају придружио и Казимир Добжињски и Слупски, са својим машинама за опсаду. Борба је била дуга, а Владислав, који је уза себе имао много витезова, је нападао лојалне краљу и уз помоћ бродова на реци Висли.
Следећег јутра је краљевска војска упала у Злоторију. Борба је трајала цео дан и завршила се са великим губицима на обе стране. Било је много и рањених. Тешко рањен у главу је био и сам Казимир, када је краљевска војска у јулу хтела да освоји замак. Од тих рана је и умро 2. јануара 1377. године, а његови поседи: Бидгошч, Добжињ и Валч су прикључени краљевском домену.
Владислав је, 16./28. марта 1377. године, због недостатка средстава склопио мир у Бжешћу Кујавском са краљевском војском, по којем им је дао дворац Барточ и признао Лајошеву власт, али је Лајош морао откупити Гнековску кнежевину за 10.000 форинти, а годишње плаћање је било 1 000 форинти. Заузврат Владислав од Лајоша добија бенедиктанску опатију Светог Мартина на Гори у Панонији.

### Нов Литвански напад
Литвански кнез Кјејстут је са својим братом Лубартом Луцким и нећаком Јиржијем Белзким преко реке Сан, код Завихоста, упао у Пољску у новембру 1376. године сасвим неочекивано освојио и опљачкао многа села на Висли и продро до града Тарнова, не поштедевши на жене, ни децу, ни старце. Пола становништва је или заробљено или убијено. Спаљиване су цркве, а убијани и заробљавани свештеници. Посебно су страдали: Лублин, Сандомјеж и Галиција, а изгубљени су Белз и Хелм.

### Нереди у Кракову
Дана 7. децембра 1376. године је један угарски стрелац је убио гувернера Кракова Јаска Кмиту, који је пао с коња и умро на лицу места. Јаско је био омиљен у народу и одмах је избило огорчење и покрет против угарске власти. Потом је Јаска Кмиту заменио пан Прзедбор. Пољаци су потом за дан побили око 160 Угара у Кракову не штедећи ни жене, ни децу, ни старце, зато што су мислили да је стрелац намерно убио Јаска.
Веома забринута због клања Угара, не баш вољена и непопуларна краљица Елизабета је у јануару 1377. године абдицирала и отишла у Угарску, а наређено је да се опрезно чувају градови, да не би било поклано још Угара. Поред краљице абдицирао је и нови гувернер Кракова, пан Прзедбор.

### Поход против Литваније
У јануару 1377. долази до реформисања угарске власти у Пољској, након чега мудри краљ Лајош креће у експедицију против Литванаца и унутрашњих непријатеља у Пољској. Његов војску је предводили: Владислав Ополски, Болеслав и Конрад Олесницки. Он опседа Краков, Белз, Сандомјеж, Сиерадз и Хелм. Први је пао Белз (16. јула или 9. септембра), и то га је предао Јиржи Белзски, јер је био подмићен и добио је дворац Лобачув. Јуржи је краљу морао сваке године плаћати 100 гривни. С Хелмом краљ је добио и руднике соли у Бохњи. Племство је овим освајањем добило као награду: Хелм, Хородло, Грабовец и Севолож.

### Отварање рудника
Дана 6. јула 1374. године, Елизабета Пољска је у Кракову отворила рудник олова и сребра.

### Недостаци уније
Лајош је, када је постао краљ Пољске, тежиште своје политике пренео с Балкана на северне границе своје краљевине. Заузет новим проблемима мађарско-пољске сарадње и, после, питањима Италије, своје анжујске отаџбине, он је показивао све мање интереса за балканске ствари или их је схватао као питања споредније важности. Бистри босански бан Твртко осетио је то. Он је за ово време већ био сазрео човек, са довољно искуства и са сигурним судом о својој вредности. Његова политика добија очевидно шире концепције. Његова држава расте и напредује. Кад су после смрти цара Душанове 1355. године, а још више после смрти краља Вукашина и цара Уроша V настали метежи и грађански ратови у Србији, Твртко се умешао у њих и освојио Хум све до Никшића, Конавље, Драчевицу, стару Рашку до иза манастира Милешева и Подриње и Нови Пазар све до Сјенице.
После ових постигнутих успеха решио је Твртко да своје дело крунише и видно. У Милошеву, над гробом Светог Саве, вероватно на Митров-дан 1377., крунисао се Твртко за краља "Срблнємь и Боснě и Поморих и Западнимь Странамь". Крунисање није извршено у Жичи, по старој традицији Немањића, по свој прилици за то, што се она није налазила у Твртковој власти, али је Милешево, са гробом Св. Саве, чији је култ међу Србима био већ знатно развијен, и као задужбина Немањића изабрано намерно да се нагласи то везивање за старо наслеђе. Од тада, он се, по обичају српских владара, назива Стефан Твртко; на свој двор у Бобовцу доводи посебног логофета из Рашке и с њим српске краљевске обичаје; од Дубровчана прима 2.000 перпера светодимитарског дохотка који су они дотле плаћали српским владарима.
В. Клајић је тврдио, да је краљ Твртко својим крунисањем "узвисио досадању бановину босанску на самосталну краљевину". Нама се то не чини вероватно. Ма колико да је Лајош био заузет питањима северне политике, ипак не би бар без протеста, пристао, да се његов дојучерашњи вазал на тако прост начин реши својих обавеза према њему. Твртку, по нашем мишљењу, није ни требало, да једним актом против Лајоша ствара себи дипломатске кризе и заплете. Он је, у ствари, био независан владар; водио своју политику и радио у земљи једино оно, што је он хтео. Формално признавање Угарске врховне власти уштеђивало му је непријатности с угарског двора и давало му могућности, да неугрожаван с леђа слободно развија своју политичку активност на западном делу Балкана. Да краљевска титула не искључује признавање туђе врховне власти ствар је довољно позната. Српски краљ Урош Велики и краљ Драгутин признавали су врховну власт Угра; а у Бугарској су чак "цареви", као некад Светослав, а сад Страцимир били вазали мађарске круне. Твртко је

### Владислав Ополски као гувернер Пољске
У јануару или фебруару 1378. године Лајош је Владилсава Ополског именовао за гувернера Пољске. 28. марта дошло је до конгреса великопољских племића у Гњезну на ком су племићи одбили да Владислава признају за гувернера, тврдећи да се крши Кошички уговор из 1374. године. После тога се Владислав бави само правним питањима до свог смењивања у септембру. Владислав, заговорник мира, се одрекао управе над Галицијокм због литванских успеха у тој области. Галиција је тада дошла под управу Галицијских гувернера. Лајош му је потом 11. децембра дао Добжињ, Гнеково, Иновроцлав и Бидгошч.

### Рат против Млетачке републике
Као савезник републике Ђенове, Лајош је 1378. године заратио с Млечанима, који су смањивали трговину далматинских градова. Лајош посла војску у Италију да осваја Млетачке градове на копну. Напротив се млетачки војвода Виторе Писани са 36 галија запутио у Далмацију, да пљачка приморске градове. Најпре је страдао Котор који се 1369. године отцепио од Зете и ставио под заштиту краља Лајоша Твртко је искористио то да би проширио свој утицај на југу. Као угарски вазали, Дубровчани су се били много уплашили за своје поседе и тражили су помоћи на све стране. Краљ Твртко им је, у часу озбиљне опасности, послао своје људе да чувају Стон.
Дана 14. августа 1378. је Писани освојили Котор и читав град је био опљачкан и спаљен; Писани даде у Млетке отпремити и свете моћи из которских цркви. Иза тога је кренуо Писани на север, да удари на Задар. Но тај град беше добро утврђен, те га никако није могао узети. Међутим, у Јадранско је море стигао ђеновешки адмирал Луцијан Дорија са 17 ратних лађа. Као савезник краља Лајоша пристане Дорија пред Трогиром. Овде му се придруже такође неке угарске галије. С копненом војском је морнарицу подупирао хрватски бан Никола Сеч.
Лукави Млечани дознадоше за ове приправе, које иду са одбраном Трогира, Сплита и суседних острва: Брача, Хвара и Корчуле. Зато Писани 24. октобра 1378. године отплови из Задра до Шибеника, јер је знао, да је слаба одбрана тог града. Млетачки провивидур Лодовико Лоредано поздрави Шибенчане овако:
К вама долази Писани, који у једној руци држи границу мира, а у другој силу. Прихватите ли оно прво, сигуран Вам је иметак и живот; одлучите ли се за друго, би ће Вама, као што беше Которанима.
Шибеничани се ипак одлучише за отпор. Но Млечани брзо освоје град; Писани пак даде Шибеник у истину опленити и опљачкати, како је пре неколико месеци учинио с Котором. Бато се врати пред Задар, да настави блокаду тог града. Задрани су улаз у луку затворили ланцем. То им поможе, да су одолевали бродовима Млетачким. Да не губи време у опсади Задра, пошаље Писани 7. новембра провидура Лодовика Лоредана са 10 галија на север. Лоредано дође пред град Раб, те га позове на предају. Рабљани се бојаху судбине Котора и Шибеника; зато се 9. новембра састаде градско веће, у коме је 81 од 85 већника гласало, да се град има предати Лоредану. Нато се Рабљани врате под власт Републике Млетачке, те Лоредану изруче градске кључеве. По уговору, који се до данас сачувао, пристаде Лоредано на то, да Рабљани и надаље живе по старим својим обичајима и и законима; ипак ће Млечани именовати кнеза (начелника), који ће од Републике добијати упуте, а од града плату.
Кад су Млечани узели Котор и његов крај Дубровчани су употребили сва средства на угарском двору, да тог свог старог такмаца оштете и на неки начин излуче из конкуренције. Предузимали су и све друге мере против њега гонећи му лађе и људе и спречавајући му сваки промет и трговину. У невољи, Котор се обратио за заштиту краљу Твртку. Твртко је, заиста, покушао да посредује у Дубровнику, па кад његово залагање није успело он се отворено ставио на страну Которана. Ови су му, као цену за помоћ, понудили свој град и његову област.
За то време је Писани охрабрен дотадашњим успесима, одлучио да удари на ђеновешко бродовље. Због тога 16. новембра доплови пред Трогир. Сутрадан почну Млечани јуришати на трогирску тврђаву, у којој се налазио адмирал Луцијан Дорија. Но Трогирани и Ђеновљани одбију све навале млетачке, те Писани изгуби много људи (600 мртвих и 700 рањених). Још већа невоља задеси га 7. маја 1379. године код Пуле. Овде је на њега навалио Луцијан са 23 галије. Луцијан додуше погибе у боју; али његов заменик Амброзије Дорија извијева блиставу победу. Млечани изгубише 15 лађа и 2 400 људи заједно с ратном благајном и са 7 галија се Писани врати у Млетке, где буде бачен у тамницу.
Овај млетачки пораз је пресекао Тврткове намере, због Которске предаје Лајошу. Твртко после тога није могао предузети ништа, а да не дође у отворен сукоб са Лајошем. Једино је одлучно ставио до знања, да не би могао дозволити да Дубровчани, као евентуални мандатори угарске круне, поседну которски град. А ови су то желели да постигну из много разлога, али првенствено с тога да би подредили једног опасног трговачког такмаца.
Године 1380. млечанима се окрену ратна срећа. Виторе Писани поново постаде заповедник бродовља њихова. Као ртакав зароби 24. јуна у Кјођи код Млетака 17 лађа и велику војску ђеновешку. Одмах након крену према Задру, али је и сада узалуд ударао на тај град. Нато почне из освете пустошити обале, а на мору заробљавату угарске бродове.
После смрти његове 13. августа 1380. настави тај посао Лодовико Лоредано, нови адмирал млетачки. Лоредано спали град Сењ 29. августа и Баску на острву Крку. Недаће на мору присиле напокон краља Лајоша на преговору о миру с Млечанима
Мир буде склопљен 8. августа 1381. године у Турину. Лајош врати Млечанима све градове, што их је у Италији освојила копнена војска његова, једнако се република одрекла Раба и других градова у Хрватској и Далмацији. Уз то се Република обавезала, да ће Лајошу надокнадити сав ратни трошак (100.000 доката), и то тако, до ће у име камата годишње давати по 7 000 дуката. Туринским миром је Котор коначно припао Угарима, Твртко није напустио свој план да га једног дана ипак добије, али се одлучио и на друге мере.

### Последње године
Године 1378. основана је нова бискупија у Камјенцу.
После тога је, 1379. године, Лајошева кћерка, Марија, призната, од стране пољског племства, за престолонаследницу Пољске.
Дана 12. фебруара 1380. године је одржан конгрес у Зволену на коме је Лајошева млађа кћерка Јадвига верена са, сином аустријског војводе Леополда III Хабзбуршког, Вилхелмом. Потом су, у септембру, у Лавову, донети неки нови закони. Након тога је 29. децембра умрла Елизабета, након чега се Болеслав III Ополски именује за гувернера Пољске. Конгреса пољског племства у Будиму је одржан 19. или 1. марта 1381. године, на коме је проглашено регетнство над Болеславом Ополским, које су сачињавали: бискуп Кракова, Завич из Курозвенкија, краковски намесник Добјеслав из Курозвенкија и калишки намесник Сецевој Шубин. Након тога је 30. новембра Кошичка привилегија проширена и на свештенике.

### Постављање новог надбискупа
Дана 12. јануара 1382. године је умро краковски бискуп Завич, а затим 5. априла надбискуп Јануч Сухивилк. 16. априла се бира нови кандидат за надбискупа, Доброгост, кога Лајош потврђује. Доброгост је стога кренуо ка Риму где је папа бирао новог надбискупа и на том путу је затворен у Тревизу. Папа, 9. јуна, по налогу Лајошевом за надбискупа именује Бодзету, а 15. јула или августа Доброгост је побегао из Тревиза и вратио се у Пољску.

### Последњи месеци Лајошеве владавине
Дана 17. априла 1282. године је Лајош дао Радомск Владиславу Ополском.
Дана 25. јула, Лајош је сазвао конгрес гувернера Пољске и за место конгреса је одабрао дворац Јакуба Зволенског. На том конгресу је присилио пољско племство да призна за његовог наследника, вереника његове кћерке Марије, Жигмунда, маркгрофа Бранденбурга. Једини, који је одбио признати Жигмунда за престолонаследника био је Барточ од Одоланова, један од непријатеља Анжујаца у Пољској. Лајош је тада послао Жигмунда да натера Барточа, да га призна.
Млади четрнаестогодишњи маркиз Жигмунд је скупио војску и освојио град и замак Козмин, а затим Набишице и Козминиенц. 8. септембра Жигмунд стиже до Одоланова.

### Распад уније
Дана 11. септембра 1382. године у Трнави, умро је угарски краљ Лајош Велики. Лајош је вероватно умро после дугог боловања од лепре (по причањима аутора мађарске хронике). По неким другим изворима, Лајош је умро од губе или сифилиса (сифилис му је можда био урођен, јер је Лајошев отац исто боловао од сифилиса).
Лајошевом смрћу Угарска је изгубила не само једног владара веће вредности, него и једину закониту мушку личност у династији. Његови наследници беху саме жене: удовица му Јелисавета, и две краљевске кћери Марија и Јадвига. Старија Марија беше верена са Жигмундом Луксембуршким, сином чешког краља, а немачког цара Карла IV. Она је већ 17. септембра, само дан по краљевој сахрани, у Столном Београду, била крунисана за „краља“ Угарске. Када је Жигмунд сазнао за Лајошеву смрт одмах је склопио споразум са Барточом, прекину опсаду Одоланова и платио му да га призна за краља.
Стефан Банфи из Лендаве је као краљичин човек, за то време, био „бан читаве Славоније“ (1381—1385). Он је био син некадашњег бана Николе Банфија, и у банској части је наследио Петра Цудара, који је 1381. године постао војвода пољске Галиције (црвене Русије). Уз Стефана Банића помиње се као „бан Краљевине Славоније“.
Јелисавета се, за то време, побринула да њена кћерка од стране удаљених подручја у краљевству нпр. Далмације буде призната краљицом. У ту сврху шаље већ у јесен године 1382. године у Далмацију веспримскога жупана Јаноша Биесена. Градови далматински се бојаху, да ће у Далмацији опет превладати Млетачка република, па зато прионуше уз краљицу Марију. Са њом су далматински градови склопили и савез против свих који нападну Далмацију, а посебно против Млечана. То је, ваљда, утицало млетачког дужда Антониа Венијеа да напокон, пролећа 1383. године, призна Марију за угарску краљицу, чак се, 4. маја исте године, обавезао, да ће поштовати Турински мир из 1381. године; такође је послао посланика у Угарску да прими заклетву краљице, да ће се бринути о одржавању мира.
Угарско племство се, потом, јавило са великим прохтевима против власти жена и нарочито против власти главног краљичиног доглавника, палатина Николе Гаре. Главни противници новог режима беху Павле Хорват, загребачки бискуп и Иваниш Хорват, мачвански бан и њихов ујак, јовановац, Иван Палижна, приор вранског манастира код Задра. Они доскора пређоше у отворене противнике краљичине и окупише око себе велик број бунтовника. Против краљице Марије они стадоше на страну њеног супарника, Карла Напуљског, који је претендовао на угарску круну као најближи мушки сродник умрлог краља. У целој Угарској настадоше смутње и борбе.
Иван Палижна, врховни побуњеник је, већ с јесени 1383. године, дигао побуну против угарске власти, у Врани. Краљица Јелисавета је одмах увиде да побуну треба што пре угушити. Зато се лично са Маријом, Јадвигом, неким бискупима и Стефаном Лацковићем II. Краљице су 15. октобра стигле у Задар и њихова војска је 28. октобра освојила Врану, а Палижна је био лишен приорске части. Краљице су ипак остале у Далмацији дуже времена, да одстране сваки траг не задовољства. За то време становаху краљице у Врани, где су са пратњом ушле 4. новембра. Затим су кренуле у тадашњу Славонију (данас северна Хрватска), где су редом, посетиле Загреб, Крижевац, Сушицу (данашњи Ђурђевац), Вировитицу и Пожегу, а потом су се фебруара 1383. године вратиле у Будим.
Краљ Лајош надао се, да ће успети, и иза своје смрти, одржати унију између Пољске и Угарске. Али Пољаци, незадовољни мађарским режимом, поставише младом Маријином веренику врло тешке услове: међу осталима и тај, да мора стално живети у Пољској. Кад је он то одбио, Пољаци изабраше за своју краљицу млађу сестру Јадвигу, која беше верена са Вилхелмом, сином аустриског војводе Леополда III; и одвојише се тако од заједнице са Угарском. Да то није ишло без тежих заплета и криза разуме се само по себи. Јадвига је 15. октобра 1384. била крунисана пољском круном са драгуљима, у Кракову. Потом се 18. фебруара удала за Јегела (Јогаилу), великог кнеза Литве, који потом утемељи нову пољску династију („Јагеловићи") и тако престаде персонална унија, која је везала Угарску и Пољску под једном круном. Овом удајом су прекинуте године међувлашћа и године када је вођена врло жестока борба међу појединим феудалним групама, које су тежиле да узму судбину престола у своје руке.

## Друга унија

### Почетак уније
Дана 27. октобра 1439. године је умро угарски краљ Алберт, а већ у зиму бискуп олеснички је понудио Пољско-угарску персоналну унију.
Угарска је због Албертове смрти упала у нову, тешку кризу и била је једно време потпуно искључена из сваког рачуна за војничке подвиге већег стила.
Тада на престо дође Албрехтова жена Јелисавета помоћу које је он и освојио круну. Ускоро су људи преким оком гледали како се на краљевском двору бане рођаци Јелисаветини. Уз то је мањкао одговор на питање: ко ће водити војску, кад на Угарску и Хрватску навале Турци? У такво доба мора државом управљати јуначки владар, а не слаба жена. — Ова брига доведе угарско-хрватске великаше 1. јануара 1440. године на будимски сабор. Да не би морали збацити Јалисавету, они јој предложише да се поново уда.
За престо се јављало више кандидата. Српски деспот Ђурађ Бранковић озбиљно је помишљао, да његов најмлађи син Лазар постане мађарски владар, тако, што би се оженио Албертовом удовицом. Краљица је одбила ту комбинацију као немогућу већ због верских разлога; али је дивно чудо како је Ђурађ могао поверовати да би на то пристали мађарски барони и високи католички клир. Наговором Ладислава Горјанског избор паде на пољског краља Владислава, који још увек није напунио ни 16 година.
Краљица за то није хтела да чује, па побеже у Вишеград. Онамо пође за њом гроф Улрих Цељски, који је наговори, нека барем привидно попусти пред молбама својих великаша. Под вођством бана Матка Таловца крену 18. јануара из Будима посланство и дође 24. јануара у Краков, да се Владиславу понуди рука Јелисаветина. Владислав се дуго опирао тој женидби. Но великаши га упозоре, да то траже виши државни интереси. Они му доказиваху да једино као пољско-угарски краљ може спасити хришћанство од сигурне пропасти, па је, тешка срца, 6. фебруара Владислав пристао на то. Међутим је краљица 22. фебруара родила сина Ладислава Посмрчета, који је касније имао да наследе дедову и очеву круну. После овога краљица шаље у Краков изасланство да не пристаје на удају и 15. маја 1440. крунише Ладислава у Сегешфехервару круном Светог Стефана, док други знакови власти (јабука, мач и двоструки крст) беху лажни. Присутни племићи се поклонише Ладиславу, законитом краљу своме. Овде бејаху присутни: Улрих Цељски, Никола Илочки и Бартол Франкопан. Крунисање је обавио острогонски надбискуп Дионизије Сеч; он је миропомазао младог краља, а уместо краља заклетву је је дала његова мајка.
Владислав је 8. марта склопио уговор са угарском изасланицима у Спишу. Владислав се обавезао, да ће: 1. потврдити све привилегије; 2. да ће, без откупнине, вратити све спишке градове, које је краљ Жигмунд, давно, дао његовом оцу; 3. пољском војском бранити Угарску од свих спољашњих непријатеља; краљици Варвари, удовици Жигмундовој, онемогућити повратак на двор; 5. признати Ладислава Посмрчета својим наследником, не буде ли од Јелисавете имао сина. Владислав стога у априлу креће у Угарску. На позив својих присталица краљ, 19. маја, уђе у Будим, где се 29. јуна одржао државни сабор, на који су дошли и Јелисаветини рођаци: Ладислав Горјански и Дионизије Сеч. Племићи прогласише ништавним крунисање малолетног Ладислава, због тога једногласно краљем изабраше Владислава. После овог предаде краљу палатин Ловро Хедервар исправу, коју је са својим печатима оверило 88 великаша; међу којима је био и Никола Илочки, који је издао краљицу Јелисавету.
Сутрадан се опазило да је круне нестало из ковчега, у коме се чувала. Круну је наиме већ у фебруару, за краљицу украла дадиља њене кћери, Јелена Котанерица, па Владислав није могао да се крунише круном Светог Стефана, али сабор одлучи да ће Владислава крунисати круном, која се налазила у гробници Светог Стефана. Том круном је, Владислав, крунисан у Сегефехеварској катедрали, од стране острогонског надбискупа Дионизија Сеча. Владислав је на крунисању примио име Владислав I Јагелонац.
Између присталица два Ладислава настале су дуге препирке коме од њих управо припада власт и те препирке претиле су да се извргну у опасна непријатељства.
Турски султан Мурат II није, наравно, дао чекати на се. Он је у пролеће 1440. пао с војском под Београд, а у исто време упутио је своје чете да харају по Бачкој и Банату. Из саме Мађарске није се могло ничем надати. Београдска посада, ипак, храбро је издржала опсаду од пуних шест месеци захваљујући томе, што јој Турци нису могли пресећи све везе преко воде и захваљујући неустрашивости вранског приора Иваниша Таловца, који је град бранио пушкама. У јесен султан је, изгубивши 17 000 људи, морао да се повуче. Његова војска уграбила је, међутим, преко Саве и Дунава богат плен. „За једне чизме су продавали једну робињу. И ја убоги сам за 100 аспри узео једног дивног младића“, бележи Ашик паша Заде.
Турски вазал Стефан Вукчић Косача, је наставио своје ратовање против Босне, без обзира на турски пораз. Он је крајем 1440. године Освојио Омиш с областима Неретве и Пољице. Неретва остаде под Стефановом влашћу, али Омиш и Пољица су почетком 1444. године пали под млетачку власт.

### Борба за Угарску
У Мађарској деспот није био пријатељ Владислава, а ни Владислав није марио много деспота. Ту затегнутост појачавало је нарочито то, што је деспотов зет Улрих Цељски био један од главних вођа мађарске легитимистичке опозиције. Ђурађ се у мају 1440. уклонио из Мађарске, па је са подручја свог зета прешао у млетачку област, па је после тога лутао по приобаљу Јадраснког мора и на крају се морао помирити са Владиславом, који је био у тај мах једини, који је имао разумевање за турску опасност и сопствених рачуна да је покушају отклонити.
Јелисавета одлучи да ће свом сину силом освојити власт у Угарској, а круну повери римско-немачком краљу Фридриху Хабзбуршком, кога учини Ладислављевим тутором. Ладислављеве чете су биле састављене од хисиста из Бохемије. Јелисаветин капетан снага Јан Јискра је запосео словаче жупаније, које су признале Ладислава за краља.
Јелисавета је много помоћи очекивала од хрватске, и овде су заиста уз њу пристали Цељски, Горјански, Франкопани, Курјаковићи кнежеви, као и Јанош Корођ и Владислав Титушевић, господар Блиње. Мачвански бан Ладислав Горјански је на јесен прикупио војску и похитао преко Драве у помоћ Јелисавети, али Горјански би, у новембру, разбијен код Баташека (код Мохача), где га дочекаше кнез Никола Илочки и северински бан Јанош Хуњади. Ова победа је обрадовала Владислава, па он именује Јаноша војводом Ердеља и жупаном Темишварским. Никола Илочки сада постаде мачвански бан уместо разбијеног Ладислава. После овога Владислав у фебруару 1441. године осваја Естергом.
Да се одржи у северној и западној Угарској, Јелисавета је морала много трошити на хусисте. Зато је у сваки свој град ставила по део свог блага. Ово је било успешно, па је Јан Витовец (Јан Јискра или „пан Јан") сабрао нову војску. За то време у напад на Цељске грофове је кренуо Кренуо Стефан Банфи од Лендаве са краљевском краљевском војском, али га је 1. марта, Витовец потуче код Сомбора, где је погинуло 15.000 Владислављевих људи. Нато Јан крене у западну Угарску, где се налазио и сам краљ. У даљим борбама је Јан однео победу код Косице. После овога се краљ, код Суботишта, измирио са грофовима Цељским 19. априла или 19. августа. Овим примирјем је угушен устанак у Хрватској, али се у Угарској наставио грађански рат, иако је Владислав хтео да се измири са Јелисаветом.
Дана 1. септембра, краљ је опсео Косицу, али се морао повући са опсаде још истог дана. Потом, 15. октобра, Владислав губи Кезмарк, а, у новембру, после једномесечне опсаде, успева да одбрани Тирнаву.
После дугих борби је, коначно, 15. или 16. децембра 1442. године, склопљен мировни споразум у Ђеру, између два Ладислава, којим је Елизабета признала Владислава за краља, али 19. децембра, Елизабета је напрасно умрла. Препотствља се да је отрована од стране Владислава, па је добила дизентерију. Овом смрћу, Ђерски уговор је престао да важи. Њене присталице: Ладислав Горјански, Јан Јискра и Дионизије Сеч, наставише ратовање помоћу краља Фридриха, али је у лето 1443. године дошло до двогодишњег мира са њима.
Мађарски унутрашњи нереди беху се већ прилично слегли пошто је опозиција била војнички скрхана. Краљ Владислав је и сам дошао на мисао, да мора против Турака предузети енергичније мере, а ту су му мисао препоручивали и многи пријатељи из земље и са стране. Заједничка мржња на Турке приближила је краља и деспота. Као главни чинилац ратоборног расположења код Мађара јавља се Јанош Хуњади, краљев најјачи ослонац и у унутрашњој и у спољашњој политици.

### Дуга војна

#### Успеси Јаноша Хуњадија
Јанош Хуњади, или у српским народним песмама познатији Сибињанин Јанко, био је влашког порекла, син једног племића Војка, коме је краљ Сигисмунд 1409. год. поклонио град Хуњад. Млади Јанко служио је једно време у војсци деспота Стевана, па је после деспотове смрти дошао краљу Сигисмунду. Био је сав војник. Њему се уписује у заслугу да је знатно разрадио војничку организацију Мађарске, коју је краљ Сигисмунд изводио последњих година свога живота. Њега је 1441. год. поставио краљ Владислав за заповедника јужне границе са седиштем у Београду, који су Турци и те године безуспешно опседали. Чим је дошао на своју нову дужност Јанко је постао активан. Већ у јесен 1441. извршио је он један залет дубоко у Србију и потукао је војску намесника Иса-бега, која је хтела да му пресече пут и отме плен. Да би могли пратити кретања Мађара око Београда подигли су Турци 1442. год. на Авали град, са кога се имао широк преглед целе области све до Дунава.

#### Проповеди о крсташком рату
Од те године почеше се све чешће и са више страна дизати гласови, да је потребно образовати једну велику хришћанску лигу против Турака. Нарочито су били активни Јовановци с Родоса, угрожавани од Муслимана из Египта. Они су зазивали у помоћ папу и западне силе молећи их да не дозволе пропаст хришћана. У том смислу изјашњавала се и Дубровачка република, предлажући не само заједничку одбрану, него и заједнички напад, и то и са копна и са мора. Помоћ је стално тражила и Византија. Услед грађанског рата, који је настао због династичких сплетака, Цариград се у пролеће 1442. налазио у озбиљној опасности. Папа је сматрао за своју дужност да помогне пријатеље, који му недавно беху признали врховну духовну власт. И прегао је са свим својим ауторитетом, да се хришћански савез оствари. Одлична помагача нашао је у речитом и одушевљеном кардиналу Јулијану Цезаринију. Овај енергични човек успео је, да током 1442. год. потпуно утиша све противнике у Мађарској и да тамо распламти ратнички дух.
Да Цезарини постигне потпун успех допринели су и сами Турци. Једна њихова војска под вођством бега Мезида, беше продрла преко Влашек у Ердељ до Мориша, где је поразила Хуњадија, који је ускоро скупио нову војску, коју су сачињавали сељаци из Ђулафахервара и Хуњади их је у марту 1442. пресрео и сасвим разбио. Другу победу однео је Јанош у септембру на Јалосиници, у Влашкој, победивши самог румелиског беглергеба Шехабедила, који је водио на 80.000 војске. Те две победе силно дигоше дух код Мађара. Хуњади постаде прослављен витез и нада хришћанства. Наше народне песме славе га скоро као каква нашег јунака. Сви људи од акције беху стекли уверење, да ове турске поразе треба искористити до краја и проширити успехе. Сам султан, изненађен првим поразом и заузет борбом с Караманима у Малој Азији, пожури да склопи мир. Већ у јулу налазио се његов посланик у Будиму. Али без успеха. Деспот својим личним утицајем и новцем, кардинал Цезарини и Хуњади са ратничком странком претегоше. Они су хтели безуветан наставак рата, сматрајући султанову понуду као знак слабости. Папа Евгеније је прогласио крсташки рат против Турака већ 1. јануара 1443. године, а 28. јула објавио је опрост грехова свима, који буду штогод допринели за рат против Турака, а Владислава је прогласио браниоцем вере. После мађарске победе у Влашкој упути папа о новој години 1443. нову булу саопштавајући, да за победу хришћанске ствари жртвује петину својих прихода. Крајем фебруара 1443. мађарски сабор у Будиму донесе одлуку, да се почне велика офанзива, коју ће водити сам краљ. Кад маја месеца стигоше гласови о турским поразима у Малој Азији и кад се чак пронела вест, да је султан, поражен, умро на неком острву, ствар осетно крену на боље. Хуњади је постао толики оптимиста, да је у једном писму деспоту изрицао наду, како Турци, уплашени гласовима да на њих иде војска од 30.000 коњаника, неће смети ни да сачекају кришћане, него ће, остављајући градове и сва добра, нагнути преко мора. „Турска држава никад није била тако стешњена и очајна као што је сад“, казивало је то писмо с пуно уверења.

#### Рат
Крајем јуна 1443. издате су прве наредбе, да се хришћанска војска упућује према Београду, а сам краљ кренуо је на југ месеца септембра. С њим су ишли деспот и Хуњади. За деспота се прича, да није жалио средстава да би само скупио што више и што бољу војску. Број ратника ценио се на 25.000 коњаника и стрелаца. С хришћанима пристаде и влашки војвода Дракул, који се беше одметнуо од султана. Сам краљ је кренуо из Будима већ 9. августа. Крајем септембра или почетком октобра прешла је хришћанска војска Дунав код Београда и ставила се под вођство искусног деспота. Уз деспота је било око 8.000 српских бораца, а придружио му се и сребренички војвода Петар Ковачевић са 600 коњаника. Напредовање је, са великим одушевљењем, ишло веома брзо. Хришћанска авангарда од 12.000 коњаника, коју је водио Хуњади, поразила је 3. новембра Турке у пољу испред Алексинца и Ниша, омевши им ту концентрацију војске. Овај пораз силно је збунио Турке и на бојном пољу и у залеђини. Они задуго после тога нису били способни за већи отпор. 1. децембра Софија је била пала у хришћанске руке, а продирање се наставило и даље. Међутим, пред добро утврђеним кланцима Средње Горе морало се стати, јер су Турци код Златице, 12. децембра, спремили снажан отпор, који није разбијен у боју, 15. децембра. А. Иширков мисли, да је до хришћанско-турског сукоба дошло пред Момином Клисуром, преко које су хришћани мислили да заобиђу јаке турске положаје у Трајановим Вратима. Због зиме, која је настала, и незгодног снабдевања, и овог отпора хришћани су прекинули даљу офанзиву и 16. децембра, почели повлачење. Турци су покушали да хришћанима при одступању задају што више удараца, али су код Мелштице, 24. децембра, и Куновице, 2. или 5. јануара 1444. године, претрпели поново тешке поразе. Нарочито је овај други био осетан. Турци су га приписивали издаји тесалског заповедника Турхан-паше, који да је био у вези са деспотом.
Између савезника избиле су поводом повлачења велике несугласице. Деспот је био против повлачења, нарочито ако буде узео бржи темпо. Бојао се, да се тим не изгубе и моралне и територијалне тековине рата и да се не да Турцима могућности, да се боље припреме за борбе на том истом подручју. Он се сав залагао, да војска преко зиме остане бар у Србији. Одатле, пошто је свршила половину великог посла, она на пролеће може наставити са акцијом, пошто се не мора све почињати изнова. Он се обавезивао, да ће се сам бринути за снабдевање војске, а нудио је и 100.000 дуката новчане потпоре. Хтео је да на сваки начин задржи тек ослобођену Србију. Али Мађари, изморени и истрошени, и са духом кондотјера, који су после свршеног посла хтели одмора, нису никако пристајали на то. Они похиташе да се врате у Мађарску. Крајем јануара 1444. цела војска, с краљем и деспотом, скупила се у Београду и око њега и одмах прелазила даље, а краљ се већ у фебруару налазио у Будиму.

#### Последице
Хришћанска победа изазвала је многе наде у балканских народа. Неки од њих дигоше се на оружје. Новобрђани дигоше устанак, али бише брзо савладани. Нешто више успеха постиже Скендер-бег, у Албанији, где је подигао до 30.000 бораца. У њему, рано потурченом, било се већ раније пробудило старо верско, а донекле и народно осећање. Оставивши Турке и ислам он се био вратио у своје албанске планине. Сада, на глас о победи хришћана, он заузе Кроју и поче огорчену борбу против Турака. Брат византијског цара, деспот Константин Драгаш, поче ослобађање Пелопонеза, а у исто време изби устанак и у Тесалији. Изгледало је једно време, да је цео Балкан устао против Турака и да неће требати много, па да се европска Турска потпуно потпали. Али је основни предувет за то био тај, да се почета акција развија с планом, у дугом даху, а да не добија карактер импровизоване експедиције, која поред свих привремених успеха, није могла изменити општег положаја.

### Даље акције против Турака
У априлу 1444. донесено је на будимском сабору решење, да се настави борба против Турака, и то са копненим снагама и са флотом. И заиста, 22. јуна кренула је из Млетака флота од 16 галија, 8 папских и 8 Републичиних, а две недеље доцније пошла је за њима и армада бургундског дуке. Та је флота имала задатак, да једним делом спречава прелазак турске војске из Мале Азије у Европу, а другим да на Дунаву помаже прелазак савезника на турско подручје. Уз савезничке лађе имала се придружити и грчка флота, а папа је звао хришћанске државе Балкана да саставе соју флоту.
Прошлогодишња војна и ове спреме, о којима су се шириле сваковрсне вести, беху веома уплашиле султана Мурата. Он с тога реши, да што пре понуди савезницима мир, вољан на велике уступке. За посредника изабра своју мудру жену Мару, деспотову кћер. Већ у марту ишао је један калуђер преко Дубровника и Сплита носећи Марине поруке оцу. Султан је нудио да деспоту поврати целу Србију какву је држао деспот Стеван. Жељан отаџбине, хотећи да Србији уштеди нова крвопролића и пустошења, која јој не би донела ништа више од оног што се већ нудило, деспот је брзо пристао на преговоре. Да би за мир придобио и Хуњадија, главу ратничке странке, деспот му је уступио неколико својих поседа у Мађарској. У Сегедину, 13. јула, заузимањем њих двојице, би склопљен мир на десет година. По том миру деспоту би повраћена Србија са 24 града, међу којима беху Ново Брдо, Голубац и Крушевац. Султан је пристао да плати 100.000 флорина одштете и обавезао се уз то, да помаже краља Владислава са 25.000 војника у борбама против његових непријатеља. Једини уступак учињен султану био је тај, да му је Србија имала и даље плаћати стални годишњи данак.
Нема сумње, да је Хуњади имао право када је тврдио, да се таквим миром постигло више и много сигурније, него једном неизвесном борбом. Али је несумњиво и то, да је овај мир био потребнији Турцима него Мађарима, и да је пресекао једну велику акцију. Сегедински мир је чисто дело деспота Ђурђа. Он је желео да час пре васпостави Србију, држећи да је боље примити то што је већ на длану од оног што тек има неизвесно да дође. Он је видео и наличје рада хришћанске лиге и изгубио је многе илузије. Био је и сит вечитог преговарања, богорађења и свих сплетака, које су пратиле све дотадашње преговоре и спремања. Њему је, већ остарелом, било већ доста и крви и рата. А, што је најглавније, можда се није ни надао неком пресудном успеху знајући стање у Угарској, које је било далеко од тог да буде чвршће грађе од оног у Турској, ма какве иначе биле моменталне прилике у Муратовој царевини.
Одмах по склопљеном миру вратио се деспот у Србију. Већ 22. августа ушао је у Смедерево. Потрудио се одмах да поврати и Зету. Млечани нису пристајали да уступе оно што су били присвојили на Приморју. Бранили су се, да су то освојили не од деспота него од војводе Степана, који је био турски помагач и према том њихов заједнички непријатељ. Степан је, међутим, већ у јесен 1444. имао састанак с деспотом и измирио се с њим. Окружен са свих страна непријатељима, он је бар с деспотом хтео да обнови везе. Учинио је то, сем из старих породичних обзира и личног поштовања, још и с тога, што је знао да је деспот, због Сребренице, противник босанског краља. Степан је почетком 1445. год. вратио деспоту цео део Горње Зете с градовим Медуном, који је још држао у својој власти. Мало потом, на велико изненађење Млечана и Которана, појавила се пред Новим флота арагонског краља, која је дошла на позив Степанов као важна опомена за Млечане.
Овим миром Турцима је само остала Бугарска, а Влашка је дошла под врховну власт круне Светог Стефана.
Међутим, међу хришћанима избило је велико незадовољство против Сегединског Мира. Налазило се, да је обустављена једна величанствена акција, која је у машти представљала сјајне успехе за хришћанску ствар. Тврдило се, да се упустио сигуран плен. Кривица се сваљивала на деспота, коме се пребацивало да је био нестрпљив и себичан и који се једини користио победом. Међу незадовољницима главну реч је водио борбени и речити кардинал Цезарини, који је разгласио вест да је султан отишао у Малу Азију да ратује против караманског емира Ибрахима. Са страшћу средњевековних хришћанских фанатика он је проповедао да се што пре раскине мир. Дата реч и заклетва једном невернику није требало да вежу правог хришћанина грмео је он, позивајући се на ауторитет цркве. Ратоборне поруке из Италије и активна опозиција Цезаринијевих присталица поколебаше двор да се, 4. августа, одлучи на обнову рата с Турцима. Деспот се за то време упутио у Србију и није се залагао упорно, да спречи ту одлуку. На његов глас не би се, уосталом, много ни слушало, јер је опозиција и ударала у главном на његов утицај при мирољубивом решењу. Нашавши се у Србији он се решио на неутралност. С хришћанима није пошао, јер није хтео да погази уговор и јер није желео да и опет Србија постане ратно подручје, а са Турцима није могао.
Истовремено је у Хелеспонт стигла хришћанска флота да спречи повратак султана из Мале Азије. Обнову рата подржавао је византијски цар.

### Пољска за време уније
Дана 20. марта 1440. године умро је велики кнез Литваније, Жигмунд, а Владислав је у мају у Литванију послао свог брата Казимира, који је 29. јуна исте године преузео власт, у Литванији. У априлу, када је краљ отишао у Угарску, племићи су одржали састанак у Сончу, да би ојачали своју моћ током краљевог одсуства.
Потом је 29. августа одржан конгрес у Корчену, на којем је бискуп олеснички безуспешно убеђивао племство да крене у Угарску у помоћ Владиславу.
Иако је био одсутан краљу су остали верни кнежеви Аушвица, због тога што им је, 21. октобра, дао град Затор, али касније су, пошто им краљ није дао ништа друго, стали на страну узурпатора Вацлава, кнеза Освенцимског, који је освојио дворац Барвалд. 9. јануара 1441. године, Вацлав, кнез Аушвица, се вратио Владиславу на 4 седмице, јер му је краљ обећао да ће га наградити за верну службу, али та лојалност се завршила тек у марту.
Године 1441. Владислав је издао две повеље, којима даје привилегије Гродну и Краковском универзитету.
У априлу 1442. године сазван је конгрес у Сиерадзу. Овим конгресом племићи су хтели позвати Владислава да оконча борбе у Угарској и да га упозоре на турско спремање против Ердеља.
Дана 26. августа 1444. године на конгресу у Пиотркову, Владислав је позвао пољско племство да се врати под његову врховну власт, али се сада против краља и његовог канцелара Јана Грушчинског окренуо брат Казимир, па је краљ помагао Болеславу Варшавском у борби против Казимира, који је опседао град Дрохичин. Опсада још није била завршена када је склопљен мир, којим се Болеслав повлачи из Подласије у замену за 6 000 праских гроша.

### Погибија краља
Хришћанска војска стигла је 20. септембра 1444. у Оршаву и ту почела прелазити Дунав. Кроз Србију се није ишло. Једно због деспотова држања, а друго што се чинило, да је преко Бугарске непосреднији пут за Цариград. Хришћанска војска, већином коњица, бројала је 16.000 људи, којој се код Никопоља придружило 4.000 Влаха, под вођством влашког принца Мирче. Хришћанска војска је на овом путу освојила Видин (септембар), Сузмен (октобар) и Порвадију (6. новембар). Хришћанима се овде није придружио деспот, а није ни Скендер-бегу дозволити пролаз, кроз Србију. За то време Владиславу стигоше вести да је султан разбио хришћанску флоту. Код Варне је дошло до одлучне битке 10. новембра. Са бројном надмоћношћу Турци (у бици учествовало 100.000 Турака) су страховито поразили хришћане и Владислав је на крају битке погинуо тако што су га тешко рањеног Турци оборили са коња и убили, а његов убица је био награђен. Поред Владислава погибоше и многи угледни мађарски великаши, међу којима и Кардинал Цезарини, као и 2 бискупа. Спасао се Јанош Хуњади са малим бројем војника. Овом битком Мурат је утврдио Турску власт на неколико векова.
Владислав је због тога што је погинуо код Варне добио назив Варненчик. Његовом смрћу је престала постојати друга и последња персонална унија Угарске и Пољске.
Владислав је сахрањен на непознатом месту, али је 1935. године у Варни, на једној хумки, на месту где се водила битка, подигнут кенотаф у Владислављеву част. Владислављев симболичан гроб без посмртних остатака налази се у Краковској катедрали.

### Распад уније и последице

#### У Угарској
Понесен победом султан је љуто казнио све оне, који му се беху замерили. Уплашене јадранске републике, Венеција и Дубровник, похиташе да оправдају своје учешће бацајући сву кривицу на папску курију. Деспот Ђурађ остао је поштеђен. Шта више, имао је и извесног утицаја на Порти. Дубровчани, на пример, захваљују само њему што је султан 1447. год. склопио с њима мир.
Дуго се није веровало, да је Владислав погинуо у бици код Варне. Приповедало се, да Владислав живи у Пољској. То је тврдио и палатин Ловро Хедервар. Због овога су 26. априла 1445. године дошли сви прелати, великаши, племићи и заступници градова у Пешту, да одлуче о судбини Угарске. После дугог расправљања буде донет овај закључак:
Ако се Владислав не врати до 30. маја, или ако дотле посланици — послати у Пољску — не нађу никакве вести о његовом животу, тада ћемо сви признати Ладислава Посмрчета за краља својега.
Посланици из Пољске донесу вест, да Владислав заиста више не живи. У Угарској је с краљевом смрћу настала потпуна пометња. Поново су почели оружани сукоби, разарања и самовлашће. Бискуп Јанош Витез овако је сажео опште стање:
Мера права је насиље. Слепо срљамо у пропаст.
На то се угарске велможе у августу 1445. године запутиле у Беч, да од краља Фридриха траже Ладислава, да га крунишу, тада донесу закључак, да, ако Фридрих не преда круну, рекоше сталежи:
Не сматрамо се више обавезни према Ладиславу, па ће мо према преким потребама краљевства изабрати неког другог за краља свога, који ће краљевство моћи ослободити од досадашњих погибија и невоља.
Фридрих им одговори, да Ладислава не може предати, — јер исто захтеваху и Чеси и Аустријанци, којима је такође био владар, — а ново крунисање није потребно. Сада се за угарски престо јавише два кандидата; један беше бургундски принц Карло Смели, за кога је радио палатин; други кандидат беше краљ Алфонсо V од Арагона. Почетком марта 1446. састаде се у Сегешфехервару држани сабор, који огромном већином пристаде за Ладислава; док пак Ладислав не одрасте државом ће управљати губернатор.
Подједно је сабор закључио да ће се казнити цељски грофови, који су наиме починило много злодела у Хрватској за време безвлашћа, пошто су се, кад је почетком 1445. године умро бан Матко Таловац, прогласили „бановима читаве Славоније". Тада је њихов војвода Иваниш Витовес освајао градове загребачке бискупије и вранског приората. Редом је пролећа 1445. године освајао Гумник, Гарић, Рацу, Храстовицу, Горе и оба Пакраца. Приликом јуриша у Хрватској изгубио је Витовец једно око, а приликом одбране Пакраца паде у боју врански приор Иваниш Таловац. После овога заузе Витовец град Ђурђевац, који је припадао Таловцима, али Ђурђевац се дуго држао, али ипак је пао.
Хуњади забог овага сабере 15 000 људи и пређе преко Драве у казнену експедицију. У априлу и мају 1446. године, Хуњади је, попут Турчина, пустошио плодну Подравину и Међимурје. Хуњади је четово такође и у јужној Штајерској, због чега је морао да се оправдава краљу Фридриху, 11. јуна. Хуњади је овим ратом освојио градове: Ђурђевац, Леград и Копривницу, потом је узалуд опседао Вараждин и Чаковац. — Почетком јуна састаде се на Ракошком пољу, код Пеште сабор, да бира губернатора. Сабор је најпре закључио, да свако мора повратити она имања, која је уграбио; нека се одмах поруше оне тврђаве осим оних на граници, које служе за одбрану домовине. Нато је сабор одредио права и дужности губернатора.
Губернатор је имао власт исту као краљ, ипак неће моћи надбискупије и веће опатије делити без знања и слагања својих саветника. Исто тако, неће моћи неког осудити због велеиздаје без пристанка својих држављана, нити такве осуђенике помиловти без захтева прелата, барона и других феудалаца. Надзор над краљевском ризницом био је поверен прелатима и баронима; они су савтовали губернатора како да располаже тим новцем. Губернатор је требало да се залаже са јачање централне власти.
Да би се зауставила анархија, Хуњади је у скупштити сталежа, 6. јуна, изабран за губернатора. Тада је он положио свечану заклетву, да ће поштовати све што је затражила од њега скупштина сталежа, а потом је потврдио своје именовање за губернатора, печатом ердељског војводе. Након тога Хуњади је за бана славоније поставио свог нећака Јаноша Секеља, у народним песмама познатог као „Бановић Секула". Секељ је добио град Ђурђевац и постао управник богате Вранске приорије, али Секељ није био довољно моћан да сруши моћне грофове Цељске, који су се и даље звали бановима Славоније и владали су готово самостално.
Ма колико способан, Јанош није успео да сломи власт барона; ипак је успоставио релативан мир, који му је дозвољавао да се поново прихвати свог важног плана — крсташком рату против Турака.
После постигнутог мира, он је рекао:
Ми који смо до сада једва побеђивали и са штитом, сада против непријатеља користимо мач.

### У Пољској
После погибије краља Владислава дошло је до конгреса пољског племства у Сиерадзу, 23. априла, на коме је Владислављев брат Казимир избран за краља Пољске и порука је убрзо стигла у Гродно, где се Казимир и налазио. Потом је 30. марта 1446. године дошло до новог конгреса и то у Пиоркову, на коме властела одлучи да круну, у случају Казимировог одбијања, прими Болеслав Варшавски, али 17. септембра казимир је оберучке прихватио понуду племства.
Казимир је потом, у недељу, 4. фебруара 1447. године, са кнезовима Раћиборже и Опаве: Николом и Вацлавом, са кнезовима Аушвица, државним саветницима, господарима Освенцимског, као и са Болеславом Ћешинским, склопио споразум. После тога су похапшени сви Казимирови непријатељи. 2. маја дате су привилегије у Вилњусу, литванским бољарима. Потом је Казимир, 25. јуна крунисан у Вавелској катедрали, а на конгресу у Пиотркову, у августу, он одбија да да нове привилегије племићима.
За време Казимирове владавине државна заједница Литваније и Пољске је доживела процват.